# Gisy-les-Nobles
Gisy-les-Nobles ist eine französische Gemeinde mit 556 Einwohnern (Stand 1. Januar 2022) im Département Yonne in der Region Bourgogne-Franche-Comté (vor 2016 Bourgogne); sie gehört zum Arrondissement Sens und zum Kanton Thorigny-sur-Oreuse. 

## Geographie
Gisy-les-Nobles liegt etwa elf Kilometer nordnordwestlich von Sens am Fluss Yonne und seinem Zufluss Oreuse. Umgeben wird Gisy-les-Nobles von den Nachbargemeinden Michery im Norden, La Chapelle-sur-Oreuse im Osten, Évry im Süden, Villeperrot im Südwesten sowie Pont-sur-Yonne im Westen.
Im Gemeindegebiet liegt der Flugplatz Pont-sur-Yonne.

## Bevölkerungsentwicklung
| Jahr                       | 1962 | 1968 | 1975 | 1982 | 1990 | 1999 | 2006 | 2013 |
| Einwohner                  | 338  | 299  | 324  | 348  | 386  | 498  | 585  | 576  |
| Quellen: Cassini und INSEE |      |      |      |      |      |      |      |      |

## Sehenswürdigkeiten
- Kirche Saint-Pregts

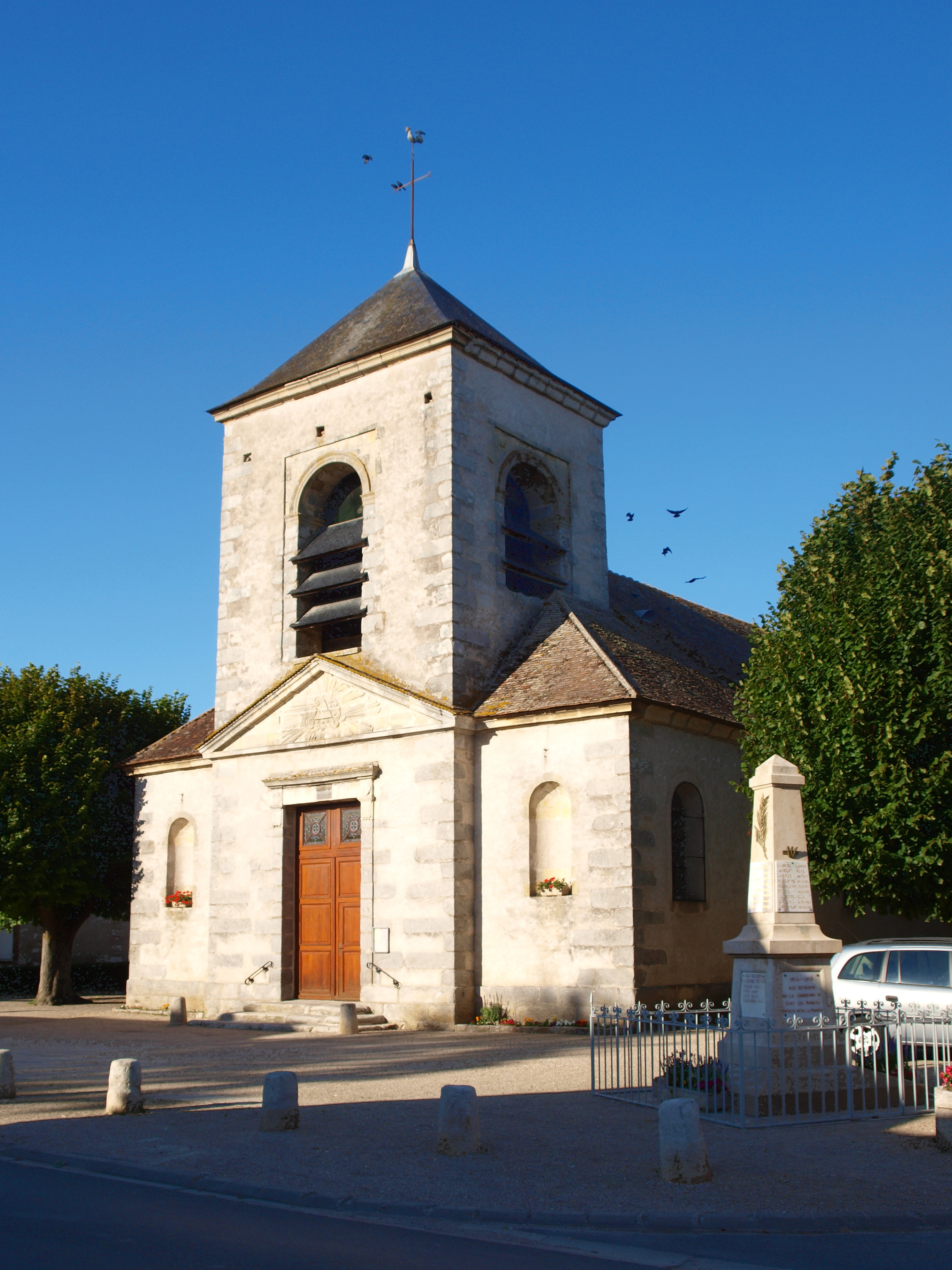
Kirche Saint-Pregts

- Friedhofskapelle aus dem 14. Jahrhundert